# Campo (agricultura)

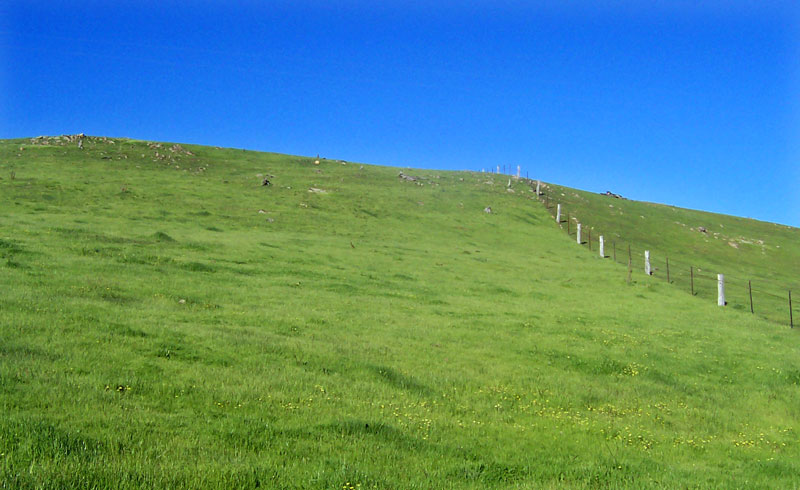
Un campo "flor".

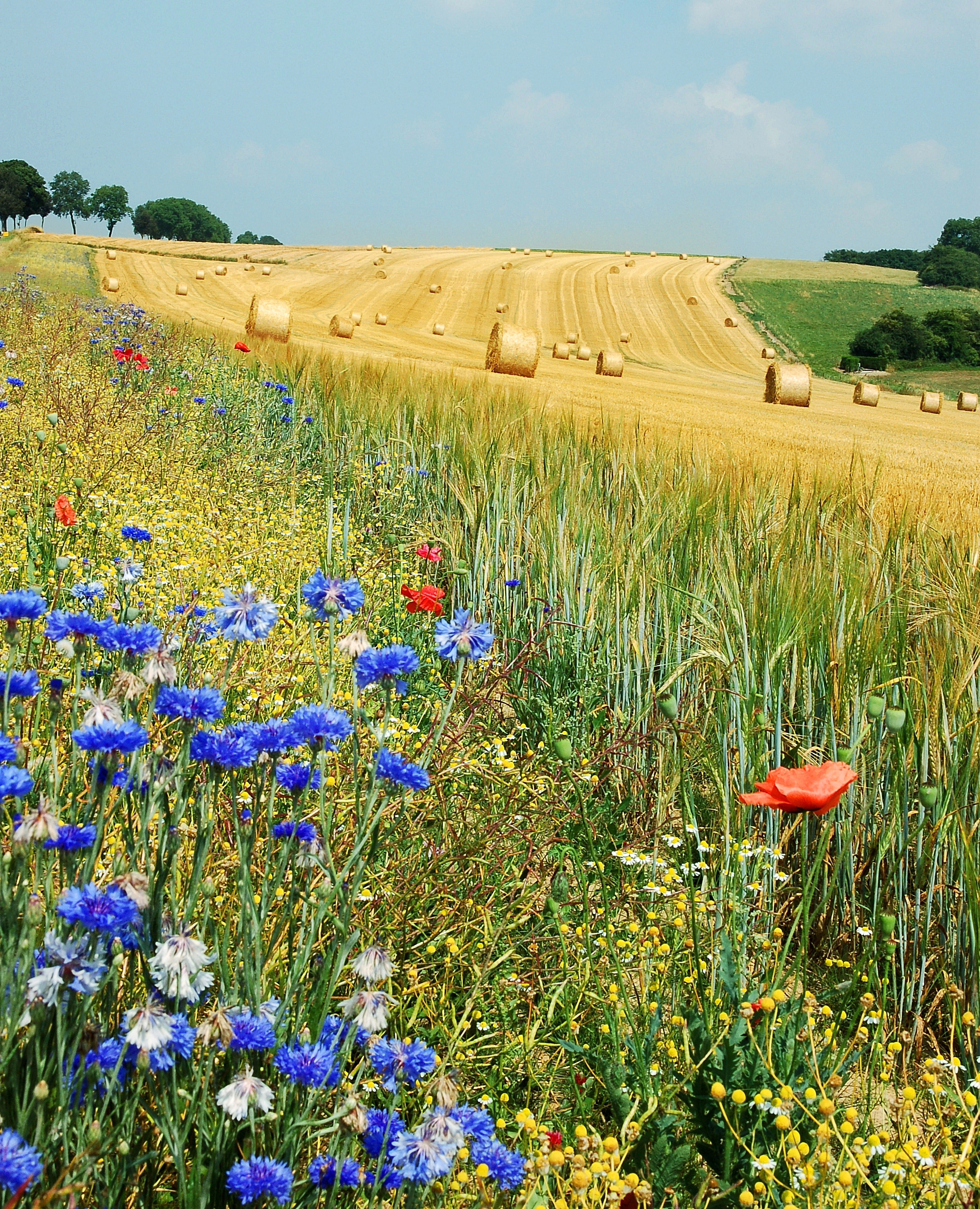
Campo en verano, Bélgica.

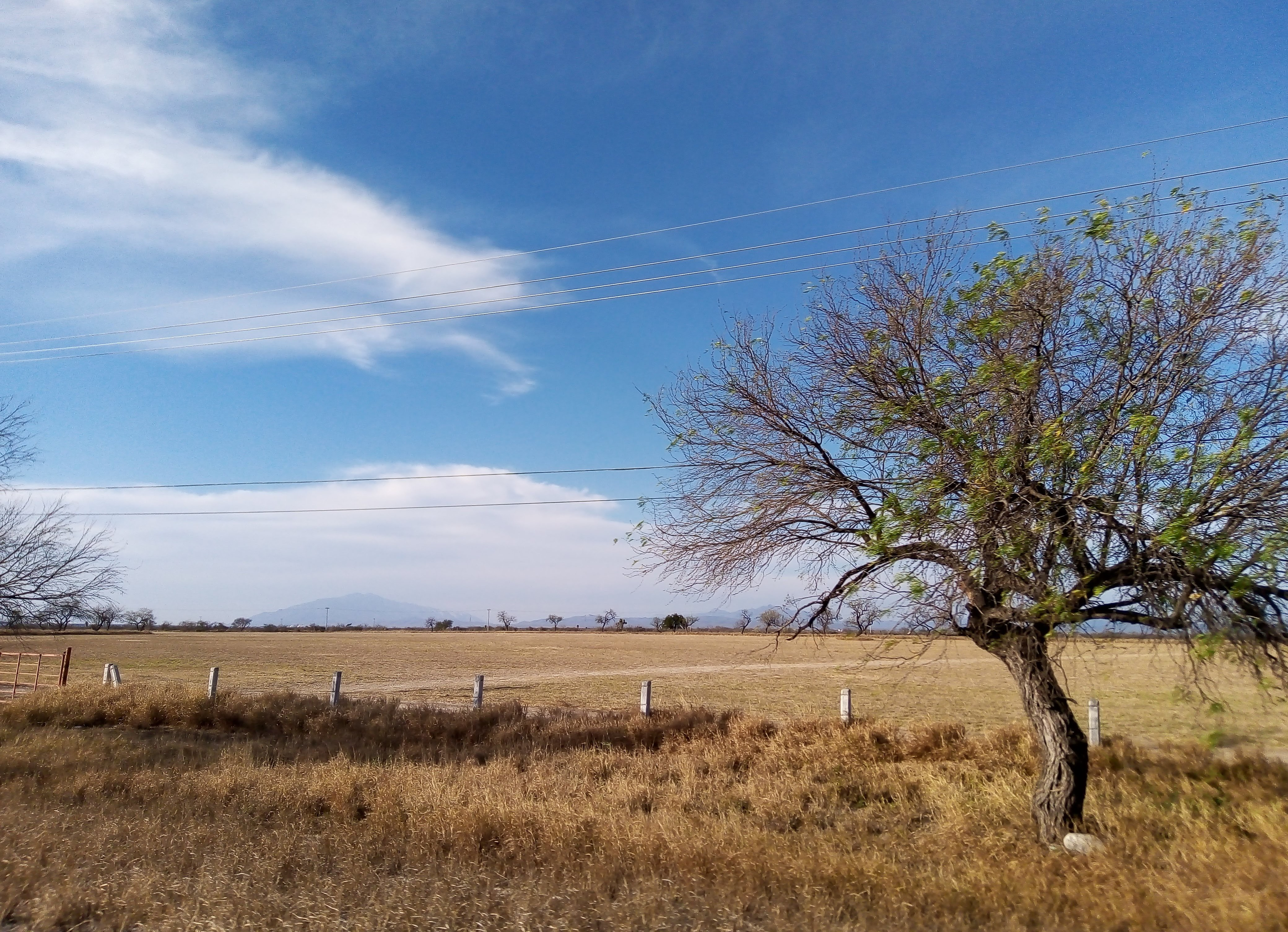
Un campo de pasto seco en México.

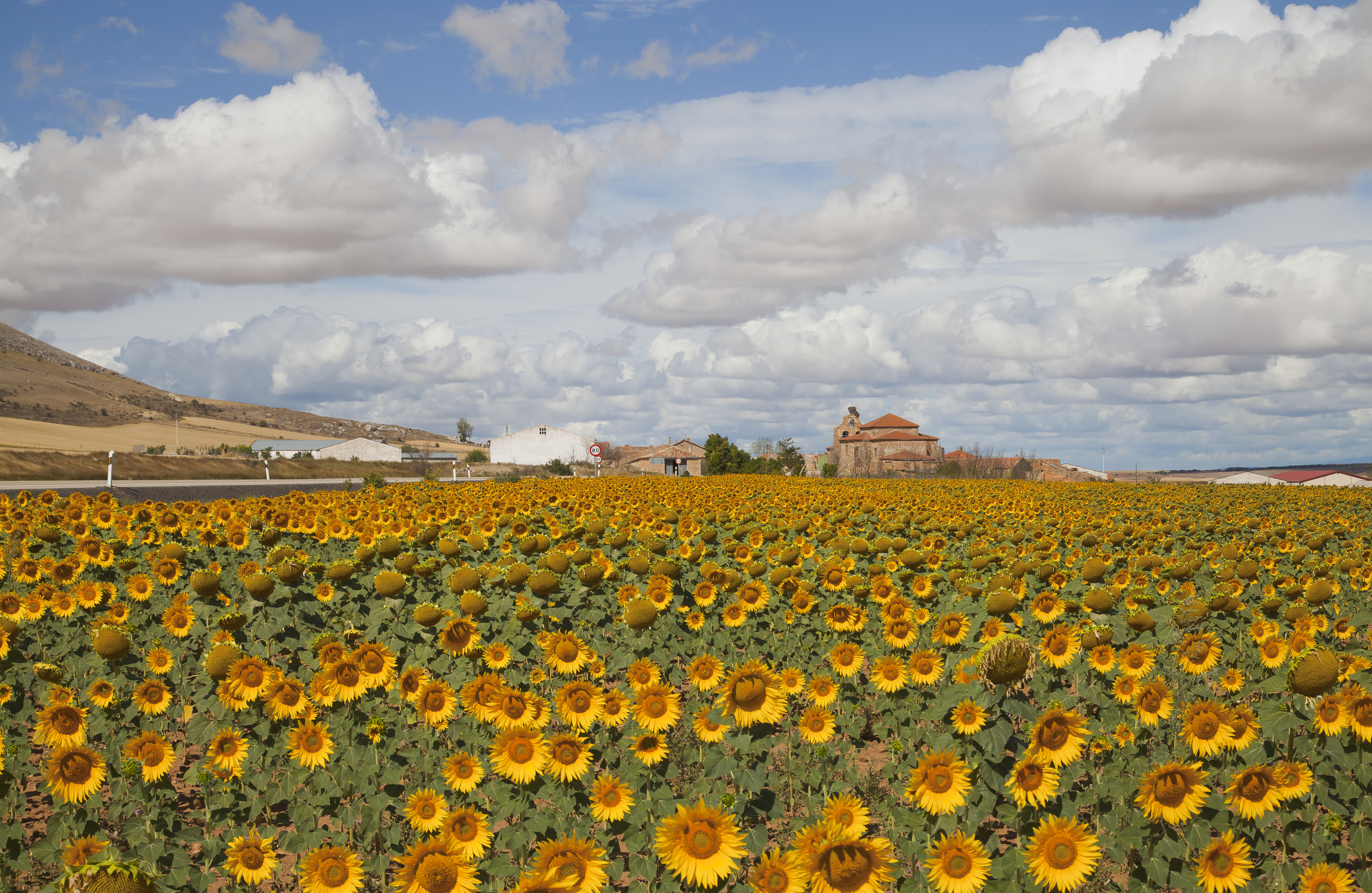
Un campo de girasoles en Cardejón, España (2012)

Un campo o campo agrícola, en agricultura se refiere a una parcela de tierra sin edificar, fuera del área urbana, presta para el uso cultural agrícola, como por ejemplo:
- Cultivos.
- Pastoreo de ganado.

Muchas granjas tienen un borde de campo, normalmente compuesto por una franja de arbustos y vegetación, que se utiliza para proporcionar el alimento y la cobertura necesarios para la supervivencia de la fauna silvestre. Se ha descubierto que estos lindes pueden aumentar la variedad de animales y plantas de la zona, pero también, en algunos casos, disminuir el rendimiento de las cosechas.

## Historia
En el pasado, a menudo los campos estaban rodeados de muros bajos, terraplenes, setos o caminos, la forma y la superficie de los campos ha cambiado mucho durante el último siglo, principalmente debido a dos factores conjuntos:
- Aparición de maquinaria agrícola cada vez más grande y potente ( particularmente esparcidores de pesticidas de gran ancho y cosechadoras),
- Tendencia a la concentración de las tierras agrícolas en grandes explotaciones.

En las últimas décadas, los campos han sido cada vez más grandes, más planos (eliminación de terraplenes, estanques y microrrelieves) y paralelepipédicos (aunque también pueden adoptar en ocasiones una forma completamente redonda como en Estados Unidos en regiones donde se practica la agricultura circular de regadío, alrededor de un pivote central).
Antiguamente, los campos se reservaban regularmente para dejar que la tierra "descansara" y reponer su humus. El barbecho fue impuesto y/o subvencionado por la política agrícola común en Europa durante algunos años para limitar los excedentes agrícolas y por razones medioambientales, luego abolido a petición de los ministros de agricultura de los principales países agrícolas.
En los últimos años, en Europa, se han creado franjas de césped entre ciertos campos y ríos.
gracias por leer

## Campos malditos
Los campos malditos son llamados así porque el suelo está contaminado por esporas tras la descomposición de los cadáveres de animales infectados por el carbunco (o ántrax maligno).
En 1878, Louis Pasteur fue a Beauce a visitar a unos campesinos afectados por la muerte de sus rebaños. Habían observado que las ovejas contraían ántrax en algunos pastos, incluso después de años de abandono. Se demostró el ascenso a la superficie de las esporas por parte de las lombrices a partir de cadáveres de animales enterrados y el papel facilitador de la penetración de las esporas que desempeñan las heridas superficiales provocadas en la mucosa oral por los rastrojos.

## Paddock

Pastoreo rotativo con pastos divididos en prados, cada uno de ellos pastoreado por turnos durante un breve período

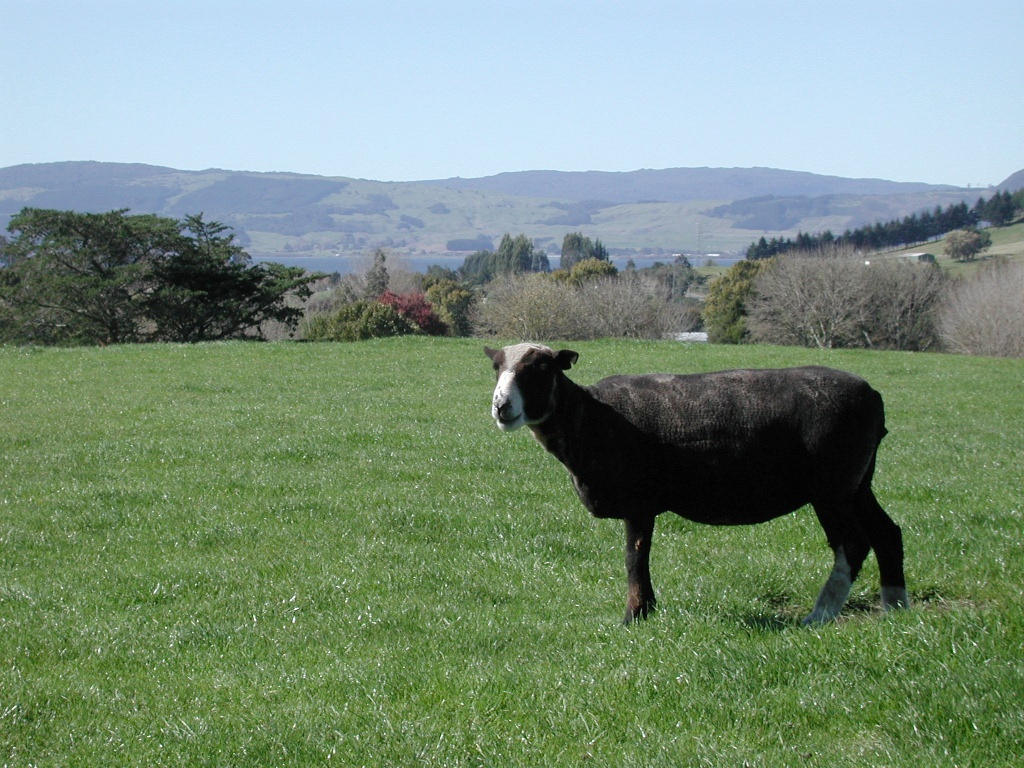
Una oveja negra en un prado de Nueva Zelanda con el lago Rotorua de fondo

En Australian e inglés neozelandés, cualquier campo agrícola puede llamarse paddock, especialmente si es para criar ovejas o ganado. Si el ganado pasta allí, el espacio puede llamarse corral, por ejemplo corral de ovejas; corral de ganado. El término paddock se utiliza más específicamente en cría de animales para un sistema en el que la tierra de pastoreo se divide en pequeñas áreas, paddocks, y el ganado pasta en cada paddock por turnos durante un corto período. Los sistemas de pastoreo en potreros pueden diseñarse con, por ejemplo, 6 u 11 potreros utilizados en rotación.
Un prado suele estar vallado, normalmente con alambre, y a menudo definido por sus límites naturales, o se considera distinto de otro modo. Un back paddock es un campo más pequeño que está situado lejos de la granja; posiblemente tierra de menor calidad. El concepto equivalente en Norteamérica y el Reino Unido es un pasture.
En Australia la palabra parece tener su significado actual desde al menos 1807 y en Nueva Zelanda desde al menos 1842. Sin embargo, la acepción inglesa de "field" se utilizó antes en Australia y todavía se utiliza ocasionalmente. Del mismo modo, pradera se utilizaba desde muy pronto y ha aparecido posteriormente, por ejemplo, en 2004. Field sigue siendo de uso habitual en Australasia en expresiones como football field, Field Day y field trip.
En un nuevo estilo de ganadería intensiva desarrollado en Norteamérica, un potrero es una pequeña subdivisión temporal (quizás de 1 acre) de un pastizal hecha con cercado eléctrico, que se pastorea intensamente durante un día y luego se deja descansar durante quizás 80 días o más.

## Gestión de campos para cultivos
La gestión de campos para explotación agrícola mediante técnicas adecuadas puede ser más productiva, sostenible y económicamente viable. Cada finca puede necesitar un enfoque personalizado según sus condiciones específicas, objetivos y recursos.

### Gestión del suelo
Realizar análisis regulares del suelo ayuda a comprender los niveles de nutrientes, el pH y el contenido de materia orgánica. Esto permite prácticas de fertilización y enmienda precisas. La rotación de los cultivos puede prevenir la depleción del suelo y reducir la acumulación de plagas y enfermedades. Por ejemplo, alternar entre leguminosas y cereales puede ayudar a mantener la fertilidad del suelo. Plantar cultivos de cobertura como trébol o centeno durante la temporada baja mejora la estructura del suelo, previene la erosión y aumenta la materia orgánica.

### Gestión del agua
Los sistemas de riego eficientes, como el riego por goteo o por aspersión, aseguran que el agua se entregue donde y cuando se necesite. Esto minimiza el desperdicio de agua y mejora el rendimiento de los cultivos. La recolección y almacenamiento de agua de lluvia para el riego puede reducir la dependencia de fuentes externas de agua y disminuir los costos. El uso de técnicas como el acolchado y el uso de variedades de cultivos resistentes a la sequía ayudan a conservar el agua y gestionar mejor su disponibilidad.

### Gestión de plagas y enfermedades
El Manejo Integralde Plagas (MIP) combina métodos biológicos, culturales, mecánicos y químicos para controlar las plagas de manera ambiental y económicamente sostenible. El monitoreo regular de plagas y enfermedades ayuda en la intervención oportuna. Utilizar modelos predictivos y pronósticos del clima también puede ayudar a anticipar brotes de plagas. Plantar variedades de cultivos resistentes a plagas o enfermedades específicas puede reducir la necesidad de intervenciones químicas.

### Gestión de nutrientes
Usar fertilizantes orgánicos o sintéticos basados en análisis del suelo puede mejorar la nutrición de los cultivos. Prácticas como la aplicación fraccionada de fertilizantes pueden reducir el escurrimiento y mejorar la absorción. Incorporar compost o estiércol en el suelo aumenta la materia orgánica y mejora la fertilidad del suelo. Utilizar tecnología como GPS y sensores para aplicar fertilizantes de manera más precisa puede reducir el desperdicio y el impacto ambiental.

### Tecnología e innovación
Utilizar GPS, drones y sensores para monitorear las condiciones del campo y aplicar insumos con precisión puede aumentar la eficiencia y el rendimiento. El uso de maquinaria automatizada para la siembra, la cosecha y el riego puede reducir los costos laborales y aumentar la productividad. Implementar software de gestión agrícola para rastrear el rendimiento de los cultivos, el uso de insumos y las finanzas ayuda a tomar decisiones informadas.

### Gestión ambiental
Implementar prácticas sostenibles como la labranza reducida, la labranza de conservación y la agroforestería puede ayudar a preservar los recursos naturales y la biodiversidad. Controlar la erosión utilizando técnicas como el arado en contorno, las terrazas y la siembra de franjas de césped pueden reducir la erosión del suelo y el escurrimiento. La gestión eficiente de los residuos agrícolas a través del compostaje o reciclaje puede minimizar el impacto ambiental.

### Gestión económica
Análisis de Costos: Analizar regularmente los costos de producción y los retornos ayuda a tomar decisiones rentables y mejorar la rentabilidad.
Diversificación: Diversificar cultivos y ganado puede distribuir el riesgo y proporcionar fuentes adicionales de ingresos.
Investigación de Mercado: Comprender las tendencias del mercado y las preferencias de los consumidores ayuda a alinear la producción con la demanda y optimizar las estrategias de venta.

### Gestión de Mano de Obra
Capacitación y Desarrollo: Proporcionar capacitación a los trabajadores sobre mejores prácticas, seguridad y nuevas tecnologías mejora la eficiencia y reduce errores.
Salud y Seguridad: Asegurar medidas de seguridad y prácticas de salud adecuadas para los trabajadores previene accidentes y promueve un entorno de trabajo saludable.
Planificación de la Fuerza Laboral: Planificar eficientemente las necesidades de mano de obra en función de los momentos picos y las tareas puede optimizar la productividad y reducir los costos laborales.

### Cumplimiento Regulatorio
Cumplir con las regulaciones y normas agrícolas locales, nacionales e internacionales asegura una operación legal y acceso a los mercados. El obtener certificaciones tales como cultivos orgánicos o de comercio justo puede mejorar la comercialización y acceder a mercados premium.

## Gestión de campos de pastoreo
Los campos de pastoreo, están dedicados a la alimentación de ganado, mayormente vacuno. Su gestión adecuada garantiza niveles de producción adecuados y condiciones de salud de los animales.
- Sistemas de Pastoreo

En el pastoreo continuo, el ganado tiene acceso a todo el pastizal durante todo el año. Esto puede llevar a un sobrepastoreo en algunas áreas y a una subutilización en otras.
En el pastoreo rotativo, los pastizales se dividen en parcelas más pequeñas, y el ganado rota entre ellas. Este método mejora la recuperación del pasto y reduce el sobrepastoreo.
En el pastoreo por fanjas, el ganado se confina a franjas estrechas de pasto a la vez. Esto fomenta un pastoreo uniforme y puede mejorar la salud del pastizal.
En el pastoreo en franjas con áreas de sacrificio, durante períodos húmedos o de inactividad, el ganado pasta en áreas designadas mientras que otras partes del pastizal descansan.
- Gestión del pastizal

Selección de Especies de Pasto: Elige pastos y leguminosas adaptados al clima local y al suelo. Las especies diversas pueden mejorar la salud del suelo y proporcionar mejor nutrición al ganado. Pruebas regulares del suelo y enmiendas (como cal y fertilizantes) son esenciales para mantener los niveles de nutrientes y el equilibrio del pH. Un suelo saludable apoya un mejor crecimiento del pasto. El corte regular puede controlar las malas hierbas, manejar el crecimiento excesivo y mejorar la calidad del pastizal. Los pastizales deben ser gestionados permitiendo que los pastizales descansen entre períodos de pastoreo les ayuda a recuperarse y mantener la productividad. Esto es especialmente importante en sistemas de pastoreo rotacional y en franjas.
- Gestión del agua

Es preciso asegura un suministro de agua constante y limpia para el ganado. La mala calidad del agua puede afectar la salud del ganado y el uso del pastizal. Los bebederos deben estar dispuestos de  manera estratégica para reducir el pisoteo y la degradación del suelo alrededor de las fuentes de agua.
- Cercas e enfraestructura

Se deben utilizar cercas duraderas para gestionar los patrones de pastoreo y proteger los pastizales del sobrepastoreo. Las cercas eléctricas pueden ser efectivas para sistemas de pastoreo rotacional y en franjas. Los portones y corrales bien diseñados facilitan el movimiento del ganado entre parcelas y hacen que el manejo sea más sencillo.
- Manejo nutricional

Dependiendo de la calidad del pasto, puede ser necesario proporcionar alimentos suplementarios para satisfacer las necesidades nutricionales del ganado. También de conveniente se ofrece al ganado suplementos minerales y vitaminas a libre disposición para asegurar que el ganado obtenga los nutrientes esenciales que no siempre están disponibles en el pasto.
- Monitoreo y evaluación

Se debe evaluar regularmente la condición del pastizal, incluyendo la altura del pasto, la diversidad de plantas y signos de sobrepastoreo o erosión. A la vez que se debe monitorear al ganado en busca de signos de mala salud o deficiencias nutricionales. El ganado saludable utiliza el pasto de manera más efectiva. Para ello se debe estar preparado para ajustar las prácticas de pastoreo según las condiciones climáticas, las tasas de crecimiento del pasto y las necesidades del ganado.
- Consideraciones ambientales

Para asegurar un control adecuado de la erosión se deben implementa prácticas como mantener la cobertura del suelo y usar el pastoreo en contorno para prevenir la erosión del suelo. Para garantizar una saludable biodiversidad se debe fomentar la diversidad de especies vegetales y mantiene hábitats naturales para apoyar la vida silvestre y el equilibrio ecológico.
- Factores Económicos

Es preciso equilibrar los factores económicos el costo de cercas, sistemas de agua y suplementos con los beneficios de un mejor pastizal y una mayor productividad del ganado, de manera de garantizar un rinde de la inversión.  Para ello es muy importante mantener un registro de datos  detallados de los patrones de pastoreo, el rendimiento del pastizal y la salud del ganado para tomar decisiones de manejo informadas.